# HannStar Display Corporation
HannStar Display Corporation (瀚宇彩晶 en chinois) est une entreprise taiwanaise produisant des moniteurs et plus généralement des écrans dans le domaine informatique.
L'entreprise a été fondée en juillet 1998 et a récupéré le savoir-faire de Hitachi et Toshiba.
Elle est indexée à la Bourse de Taïwan depuis septembre 2004.
Elle est aussi bien connue dans l'univers du matériel informatique pour son travail de fabrication de cartes-mères à la demande des principaux constructeurs d'ordinateurs, notamment portables : Hewlett-Packard, le groupe Acer (Packard-Bell, Acer, e-Machines), Sony, Dell et Toshiba font produire la quasi-totalité des circuits imprimés de leurs gammes portables par le fabricant Taïwanais.
Si l'on se fie au site officiel de Quanta, Hannstar dominerait le marché de la fabrication des cartes mères des ordinateurs portables grand public car ce premier interviendrait dans la conception d'une machine sur trois. Ce qui place les deux fabricants en concurrence directe.

## Produits
- Hanns•G est une gamme de moniteurs de PC
- HannSpree : moniteurs, tablettes, périphériques, accessoires (2021).